# Susanne Bartsch
Susanne Bartsch est une productrice d'événements suisse, vivant aux États-Unis, dont les soirées mensuelles au Copacabana à la fin des années 1980 à New York unit la haute et le demi-monde, faisant d'elle une icône de la vie nocturne new-yorkaise.

## Biographie
Née en 1951 à Berne, en Suisse, Susanne Bartsch a quitté sa famille à l'adolescence et a déménagé à Londres à la fin des années 1960. Elle devient l'amie de célébrités telles que Jimmy Page et Malcolm McLaren. Après avoir déménagé à New York au début des années 1980, elle ouvre une boutique de vêtements à SoHo. Grâce à son magasin, elle participe à l'introduction des artistes du mouvement des « Nouveaux Romantiques ». Elle est alors l'une des premières à vendre les créations de de designeuses, de stylistes et de marques britanniques, notamment Vivienne Westwood, Leigh Bowery, BodyMap, John Galliano et le modiste Stephen Jones. Elle est une précurseuse et exerce une grande influence sur le mouvement Club Kids de l'époque. 
À la fin des années 1980, l’économie américaine ralentit et les vêtements « avant-gardistes » deviennent plus difficiles à vendre. Susanne Bartsch commence à organiser des soirées hebdomadaires dans des discothèques new-yorkaises de premier plan, telles que le Savage, le Bentley's et, enfin, le Copacabana. Mais rapidement le l'épidémie du sida frappe. Susanne Bartsch lance la première édition du Love Ball en 1989, la deuxième a lieu en 1991. Ces deux évènements permettent de récolter plus de 2,5 millions de dollars pour aider les personnes victimes du sida. Pour la première fois, des éléments de la culture ball de Harlem sont présentés à un public national. Elle organise en 2019 la troisième édition du Love Ball.
En 2015, le Musée du FIT organise une exposition célébrant les costumes extravagants de Suzanne Bartsch.

## Filmographie
- 2017 : Susanne Bartsch : On the top
- 2019 : RuPaul's Drag Race All Stars (saison 4, juge invitée)
- 2025 : RuPaul's Drag Race All Stars (saison 10, juge invitée)

## Récompense
- Grand Prix Suisse de Design en 2022